# Lydwine Scordia
Lydwine Scordia est une historienne et universitaire française.

## Biographie
Lydwine Scordia, agrégée d'histoire, doctoreure en histoire médiévale, est Professeure d'histoire médiévale à l'université de Rouen-Normandie.
Après une thèse réalisée sous la direction de Colette Beaune à l'Université Paris Nanterre (Paris X), en 2001, elle est nommée maîtresse de conférence à l'Université de Rouen, puis passe une Habilitation à Diriger les Recherches en 2019.
En 2015, elle publie Louis XI : Mythes et réalités aux Éditions ellipse. Dans les colonnes du Figaro Jean Sévilla qualifie l'ouvrage de « Passionnante synthèse historiographique ».
En 2018, aux côtés de Frédérique Lachaud et Franck Collard, elle dirige la publication de l'ouvrage Images, pouvoirs et normes. Exégèse visuelle de la fin du Moyen Âge (XIIIe – XVe siècle), publié aux Éditions Classiques Garnier.
En 2022, elle publie Onze énigmes de Louis XI, aux Éditions Vendémiaire. En juin 2023, pour les 600 ans de la naissance du monarque, elle anime une conférence sur la piété de Louis XI envers la vierge Marie, au Clos Noah de Cléry-Saint-André.

## Publications
- Le roi doit vivre du sien : la théorie de l'impôt en France, XIIIe – XVe siècles, Institut d'études augustiniennes, 2005
- Le Prince au miroir de la littérature politique de l’Antiquité aux Lumières, Universités de Rouen et du Havre, 2007 (dir. av Frédérique. Lachaud)
- Le livre des trois âges (Pierre Choinet), Universités de Rouen et du Havre, 2009
- Amour et désamour du prince : du haut Moyen Âge à la Révolution française, Josiane Barbier, 2011 (avec Josiane Barbier et Monique Cottret)
- Louis XI : Mythes et réalités, Éditions ellipse, 2015
- Le goût des bijoux : du Moyen Age aux années Art déco, Éditions Perrin, 2013
- Images, pouvoirs et normes. Exégèse visuelle de la fin du Moyen Âge , Classiques Garnier, 2018 (dir. av Frédérique Lachaud et Franck Collard)
- Onze énigmes de Louis XI, Éditions Vendémiaire, 2021
- Epistola 3. Lettres et conflits : Antiquité tardive et Moyen Âge, Casa de Velázquez, 2021 (ouvrage collectif)